# Švadlena (film)
Švadlena (v australském originále The Dressmaker) je černá australská filmová komedie z roku 2015, založená na stejnojmenném románu Rose Hamové. Režisérkou filmu je Jocelyn Moorhouse. Hlavní role ve filmu ztvárnili Kate Winslet, Judy Davisová, Liam Hemsworth, Hugo Weaving a Sarah Snook.

## Obsazení
| Kate Winslet     | Myrtle Dunnage           |
| Judy Davisová    | Molly Dunnage            |
| Liam Hemsworth   | Teddy McSwiney           |
| Hugo Weaving     | Horatio Farrat           |
| Sarah Snook      | Gertrude Pratt           |
| Darcy Wilson     | mladá Myrtle             |
| Lucy Moir        | mladá Molly              |
| Olivia Sprague   | mladá Gertrude           |
| Caroline Goodall | Elsbeth Beaumont         |
| Sacha Horler     | Una Pleasance            |
| Hugo Weavingl    | Sergeant Horatiop Farrat |